# Роман Кисьов
Роман Кисьов е български поет и художник.

## Биография
Роден е на 6 юли 1962 г. в Казанлък, но е отраснал в град Русе. Син е на поета Здравко Кисьов. Основно и прогимназиално образование завършва в Русе. През 1981 г. завършва Художествената гимназия в Казанлък (днес Национална гимназия по пластични изкуства и дизайн „Академик Дечко Узунов“), а през 1991 г. завършва Националната художествена академия в София, специалност живопис, в класа на проф. Светлин Русев.
Работил е като художник-изпълнител в Държавна опера – Русе (1983 г.), като художник в Държавно предприятие „Книгоразпространение“ – Русе (1984 г.), като уредник в Художествената галерия в Казанлък (1985 г.), като преподавател по рисуване в профилирана гимназиална паралелка по Изобразително изкуство в СОУ „Възраждане“ – Русе (1991 – 2000 г.) и др. От 2000 г. живее и твори в София.
Поезия започва да пише като студент и от 1987 г. публикува активно в литературния печат. Негови стихове са печатани в почти всички централни и някои регионални литературни издания в България, излъчвани са по Българската национална телевизия и Българското национално радио, а също по Националното радио на Румъния, в телевизия „Метрополис“ в Белград (Сърбия) и др. През 1996 г. Регионалният телевизионен център в Русе заснема кратък филм – „Вратите на рая“, по едноименната поетична книга на Роман Кисьов (реж. Пенка Шопова), а през 2021 г. с подкрепата на Национален фонд „Култура“ е реализирана филмова импресия по стихове на Роман Кисьов – „Човекът“ (сц. и реж. Нина Томашова-Иванова). Стихове на Роман Кисьов са включени в поетически антологии в България, Италия, Румъния, Полша, Украйна, Сърбия, Босна и Херцеговина, Република Северна Македония, Йордания, Индия, Армения и Нагорни Карабах, както и в международната антология на английски език „Poets for World Peace“, Vol. 3 (Publishing house „Dhira Verlag“ – Switzerland, and Srephen Gill World Peace Academy – Canada, 2011). Също така той е включен в авторитетни литературни списания и издания в Русия, Великобритания, Австрия, Полша, Армения, Румъния, Грузия, Турция, Хърватия, Сърбия, Босна и Херцеговина, Черна гора, Република Северна Македония, Албания, Косово, Нагорни Карабах, Индия. Публикуван е в електронни литературни и културни издания в Италия, Франция, Испания, Великобритания, Румъния, Гърция, Русия, Сърбия, Босна и Херцеговина, Република Северна Македония, Армения, Индия, Китай, Египет, Ирак, Ливан, Мароко, Бразилия и др.
Поезията му е превеждана и публикувана на английски, немски, френски, испански, португалски, италиански, нидерландски, датски, гръцки, турски, румънски, руски, полски, украински, сръбски, хърватски, босненски, македонски, албански, арменски, грузински, иврит, арабски, китайски, хинди и бенгалски.
Екземпляри от неговата поетическа книга „Криптус“ (2004) са притежание на Конгресна библиотека – Вашингтон, Публична библиотека – Ню Йорк, Национална библиотека – Париж, Национална библиотека – Страсбург, Руска държавна библиотека – Москва, Библиотека за чуждестранна литература – Москва.
Участвал е в различни престижни международни фестивали на световната поезия, като Стружките вечери на поезията (Струга, Република Северна Македония), Смедеревска поетична есен (Смедерево, Сърбия), Международната писателска среща в Белград (Сърбия), Международен поетически фестивал в Инджия (Сърбия), Поетически нощи в Куртя де Арджеш (Румъния), Ньегошеви поетически вечери (Черна гора), Международен поетически фестивал "Славянски букви" в Мойковац (Черна гора), Международни литературни срещи в Баня Лука (Република Сръбска – Босна и Херцеговина), Международния литературен фестивал „Дни на приятелите на книгата“ в Риека (Хърватия), Световния поетичен фестивал в Патра (Гърция), Международния поетичен фестивал „Дните на Наим (Фрашери)“ в Тетово (Република Северна Македония), Международен поетичен фестивал в Нагорни Карабах, в Печ / Pejë (Косово) и др.
През 2006 г. е куратор на проекта „Поезия в метрото“ на Метромедия – София.
Член е на Българския ПЕН център, почетен член на Съюза на писателите на Армения. Член е и на редакционния съвет на международното многоезично списание за европейска и азиатска поезия, поетическа култура и духовност „KADO“.
През ноември 2016 г. е обявен от Столичната библиотека за „Поет на месеца“ в едноименната ежемесечна инициатива на библиотеката, стартирала през октомври 2016 г.
Претворявал е в отделни книги или поетически цикли съвременни руски, арменски, румънски, сръбски, босненски и македонски поети.
Като художник работи в областта на живописта, рисунката, илюстрацията и оформлението на книгата. Правил е самостоятелни изложби в София, Виена, Берлин и Скопие Участвал е в групови изложби в България, Италия, Унгария, Република Северна Македония и САЩ (представителна изложба на НХА в Ню Йорк и Вашингтон през 1990 г.), както и в международни пленери по живопис (в България, Унгария, Гърция и Република Северна Македония). Илюстратор и оформител на книги, сред които поети като Хьолдерлин, Томас Бернхард, Кристине Буста, Тадеуш Ружевич, Збигнев Херберт, Кайетан Кович, Имант Зиедонис, Михаил Ренджов, Ацо Шопов, Радой Ралин, Кръстьо Станишев, Здравко Кисьов и др. Негови произведения са притежание на Националната художествена галерия, Градската художествена галерия в Русе, Художествената галерия в Казанлък, Дом на културата „Средец“ в София, Дом „Витгенщайн“ – Виена, Българския културен институт в Берлин, Дом на културата в Струмица (Република Северна Македония), Градската художествена галерия в Куманово (Република Северна Македония), Музей на град Скопие (Република Северна Македония), както и на частни колекции в България и по света. През 2013 г. международното списание за култура DIOGEN посвещава цял брой на Роман Кисьов като художник, с обширна информация за него и публикация на 70 негови живописни творби и рисунки.

### На чужди езици
- „Hodočasnik svjetla“ (Пилигрим на Светлината), Избрани стихове в Хърватия. Подбор, превод на хърватски език и послеслов: Жарко Миленич (Žarko Milenić) – izdavačka kuća „Slovo“, Zagreb (2008), (Книгата е спечелила конкурс за финансиране от Министерството за култура на Хърватия.)[61];
- „Словото Пастир“, Избрани стихове в Република Северна Македония. Подбор, препев и послеслов: Ефтим Клетников. (Издавач „Макавеј“ – Скопје, 2010), (Книгата е спечелила конкурс за финансиране от Министерството за култура на Република Македония.)
- „কবিতা / Poems“ (Стихотворения), Избрани стихове в Калкута, Индия. Издание на Световния поетически фестивал в Калкута. Превод на бенгалски и предговор: Alok Bandyopadhya; С предговор от проф. Ашис Санял (Ashis Sanyal) – директор на Световния поетически фестивал в Калкута. (Published by: 7th World Poetry Festival from Kolkata, India, 2013).[62][63][64]
- „Lumea cuvintelor“ (Светът на думите), Избрани стихове в Румъния. Подбор, превод на румънски език и предговор: Мариус Келару (Marius Chelaru) – издателство „Timpul“ (Време), Iași (Яш), Romania, 2014 (в сътрудничество с международното списание за европейска и азиатска поезия, поетическа култура и духовност „Kado“).[65][66]
- „ՀԱՄԲԱՐՁՈՒՄ. Възнесение. Вознесение“, Избрани стихове в Нагорни Карабах. Триезична – на арменски, български и руски. Превод на арменски език: Гагик Давтян. Превод на руски език: Кирил Ковалджи (Кирилл Ковальджи), Александър Говорков (Александр Говорков) и Владимир Щокман (Владимир Штокман); С предговор от Вардан Хакобян. Издателство „Вачаган Барепащ“, Степанакерт, Нагорни Карабах, 2014. (Книгата излиза с подкрепата на Съюза на писателите на Нагорни Карабах и под егидата на Международния поетически фестивал в Нагорни Карабах.)[67][68]
- „Јајца од Феникс“, Избрани поетически лапидарии в Република Северна Македония. Подбор и препев: Иван Шопов. Електронна книга – издателство „Темплум“, Скопие, 2016.[69]
- „Мистичната роза“, Избрани стихове в Република Северна Македония. Подбор и препев: Михайло Свидерски. Издателство „Восток“, Битоля, 2019. (Книгата е публикувана с подкрепата на Националния център за книгата при Националния дворец на културата – Конгресен център, София, България.)
- „Ходочасник светла“ (Пилигрим на Светлината), Поезия, в Сърбия. Превод на сръбски език: Александър Марич (Александар Марић). Рецензент: Стеван Тонтич (Стеван Тонтић). Издателство „Поетикум“, Краљево (2021).
- „Мiстична троянда“ (Мистичната роза), Избрани стихове в Украйна. Подбор и превод от български на украински език: Любов Цай. Издателство „Янтар“, Киев (2024).

## Критика за него
1. „POEZIA“, revista de cutura poetica, Anul IX, 2003 (APARE SUB EGIDA UNIUNII SCRIITORILOR DIN ROMANIA, EDITOR „FUNDATIA CULTURALA POEZIA“, Iasi, Romania)
2. Александр Говорков, „Поэтические ночи в Валахии“, „Литературные Вести“, Газета Союза писателей Москвы, декабрь 2003 /№ 73/
3. Велислава Стоянова, „Светци и грешници живописва Роман Кисьов“, в-к „Континент“, бр. 78, 4 април 1995 г.
4. Валентина Радинска, „Кристалните криле на хармонията“, в-к „Континент“, бр. 144 (974), 23 юни 1995 г.
5. Елка Димитрова, „Книгата на художника“, в-к „Литературен форум“, бр. 41, 22 – 28.XI.1995
6. Кръстьо Станишев, „Просветляваща поезия“, в-к „Български писател“, бр. 33 (268), 22.XI.2000.
7. Крум Гергицов, „В тайната на тайнописа“, „Литературен вестник“, бр. 25, год. 15, 6 – 12.7.2005
8. Пламен Дойнов, „Литература 2004: повече поезия, по-малко проза“, „Литературен вестник“, бр. 19, год. 15, 25 – 31.5.2005
9. Ефтим Клетников, „Поезијата како начин на вознесение“ („Есеи и критики“, изд. „Менора“, Скопје, 2009); „Поезията като акт на възнесение“ (Предговор към стихосбирката „Гласове“ от Р. Кисьов, изд. „Авангард принт“, Русе, 2009)
10. Крум Гергицов, „Поетът е осмото чудо на света“ Архив на оригинала от 2011-01-13 в Wayback Machine., „Литературен вестник“, бр. 16, год. 19, 28.04 – 4.05.2010
11. Вардан Хакобян, „Сътворено с думи и линии“ (Предговор към триезичната поетическа книга „Възнесение“ от Р. Кисьов в Нагорни Карабах, 2014)
12. Мариус Келару (Marius Chelaru), „Поезията е крило на ангел“, списание „Convorbiri literare“ (Литературни разговори), издание на Съюза на румънските писатели, Яш, Румъния, декември 2014.
13. Крум Гергицов за книгата с избрани стихотворения от Роман Кисьов „Мистичната роза“ (изд. „Ерго“, София, 2016), , в-к „Бряг“, Русе, 28.02.2017.
14. Росица Чернокожева за книгата „Насън и наяве“ на Роман Кисьов, „Преливането ден и нощ“, Портал „Култура“, 06.07.2022.
15. Митко Новков за книгата „Светът на думите“ на Роман Кисьов, „Ной“, Портал „Култура“, 28.10.2022.
16. Георги Цанков, „Спасителят на думите за нов живот“ (послеслов в книгата „Епитафии“, изд. „Ерго“, София, 2024.)
17. Патриция Николова, „Странстващите епитафии на поета Роман Кисьов“ (послеслов в книгата „Епитафии“, изд. „Ерго“, София, 2024.)
18. Крум Гергицов за книгата „Епитафии“ от Роман Кисьов, „Всеки сам пише своята епитафия“, „Литературен вестник“, бр. 19, 15 – 21.5.2024.
19. Мая Кисьова за книгата „Епитафии“ на Роман Кисьов, ""Епитафии" от Роман Кисьов – територия на „превода“ на думите на душата", „Културни новини“ на сайта LiterNet, 26.04.2024.
20. Йоанна Гудалова, „Роман Кисьов – прекрачващият граници творец“,
21. Отзиви за поезията на Роман Кисьов от множество български и чуждестранни поети, писатели, преводачи и литератори в различни години след дебюта му в поезията през 1995 г.

### За Роман Кисьов като художник
- Представяне в брой 30 от 1.01.2013 на „DIOGEN pro art magazine“, посветен изцяло на Роман Кисьов като художник
- Картини в сайта „Кадър 25“

### За него
- Статия от Иво Пецов на английски език в международното списание „Journal of International Scientific Publications" за връзката между изящното изкуство и поезията на Роман Кисьов.